# Peroslav Ferković
Peroslav Ferković (Zagreb, 26. travnja 1903. – Zagreb, 11. siječnja 1982.), hrvatski atletičar. Natjecao se za Kraljevinu Jugoslaviju.
Natjecao se na Olimpijskim igrama 1924. u desetoboju. Osvojio je 18. mjesto
Bio je član zagrebačkog HAŠK-a.